# José de la Cruz Carrillo
José de la Cruz Carrillo Terán (Trujillo, Venezuela, 3 de mayo de 1788-ibídem, 17 de junio de 1865) fue un militar venezolano, formó parte de los trujillanos que el 9 de octubre de 1810 declararon la independencia de la provincia. 

## Carrera
Se enlistó como voluntario en el escuadrón de Trujillo. Tras la caída de la Primera República de Venezuela fue hecho prisionero, pero fue liberado un año después.
Tras su liberación entró en contacto con Simón Bolívar durante la Campaña Admirable y se integró a sus tropas en el batallón al mando de Atanasio Girardot, en donde tendría una destacada actuación en las batallas de Taguanes y Carache. También estuvo bajo las órdenes de Rafael Urdaneta, Antonio Ricaurte y José Antonio Páez. En 1818 adquirió rango de coronel e intervino en la campaña libertadora de Nueva Granada al mando del batallón Bravos de Páez, con quienes tuvo una actuación destacable en las batallas de Gámeza, Pantano de Vargas y Boyacá.
En 1820 tomó parte en la liberación de la provincia de Trujillo de la cual fue nombrado gobernador siendo el anfitrión de las deliberaciones que condujeron a la firma del Tratado de Armisticio y Regularización de la Guerra. Posteriormente en 1821 se le encomendó la dirección de un cuerpo del ejército, con motivo de las operaciones de liberación de Venezuela, con el cual debió avanzar hasta Barquisimeto para amenazar la línea realista de Puerto Cabello, operación que culminó con gran éxito pues impidió que el coronel realista Juan Tello reuniera tropas con el Mariscal Miguel de la Torre.
En 1829 fue elegido diputado de la provincia de Pamplona y en 1831, ya con el rango de General de Brigada, recibió órdenes de Bogotá en donde se exigía la disolución y licenciamiento de sus tropas, orden que desacató y que al año siguiente le valdría su arresto tras la caída del Presidente de Colombia General Urdaneta. Después de su arresto fue exiliado a Venezuela en donde retomó su cargo de gobernador de Trujillo hasta su muerte en 1865. A pesar suyo, en 1863 el presidente de Venezuela Juan Crisóstomo Falcón le otorgó el grado de general en jefe.
El 23 de diciembre de 1912, sus restos son trasladados a la Catedral de Trujillo y desde el 1971 reposan en el Panteón Nacional de Venezuela.